# Bagnore
Bagnore (pronuncia: Bàgnore, [ˈbaɲore]) è una frazione del comune italiano di Santa Fiora, nella provincia di Grosseto, in Toscana.

## Geografia fisica
Il centro delle Bagnore è situato sulle propaggini meridionali del Monte Amiata, posto nelle vicinanze del Monte Labbro (1 193 m s.l.m.), in un territorio noto per i giacimenti di vapore sfruttati per l'attività geotermica.

## Storia
Bagnore si presenta come un piccolo villaggio di montagna, situato a metà strada tra Arcidosso e Santa Fiora, nel versante sudovest del monte Amiata, ed era noto per essere stato nello scorso secolo una fiorente stazione termale, con acque acidulo-ferruginose indicate per varie patologie. Nell'attualità presenta attività economiche legate alla produzione e lavorazione del legname, ma soprattutto negli ultimi trenta anni le risorse geotermiche sono utilizzate dall'Enel mediante lo sfruttamento dei giacimenti di vapore, posti nelle profondità dell'antico magma vulcanico del monte Amiata, una bocca vulcanica oggi inattiva da millenni, la cui energia si trasforma in energia elettrica.

## Monumenti e luoghi d'interesse

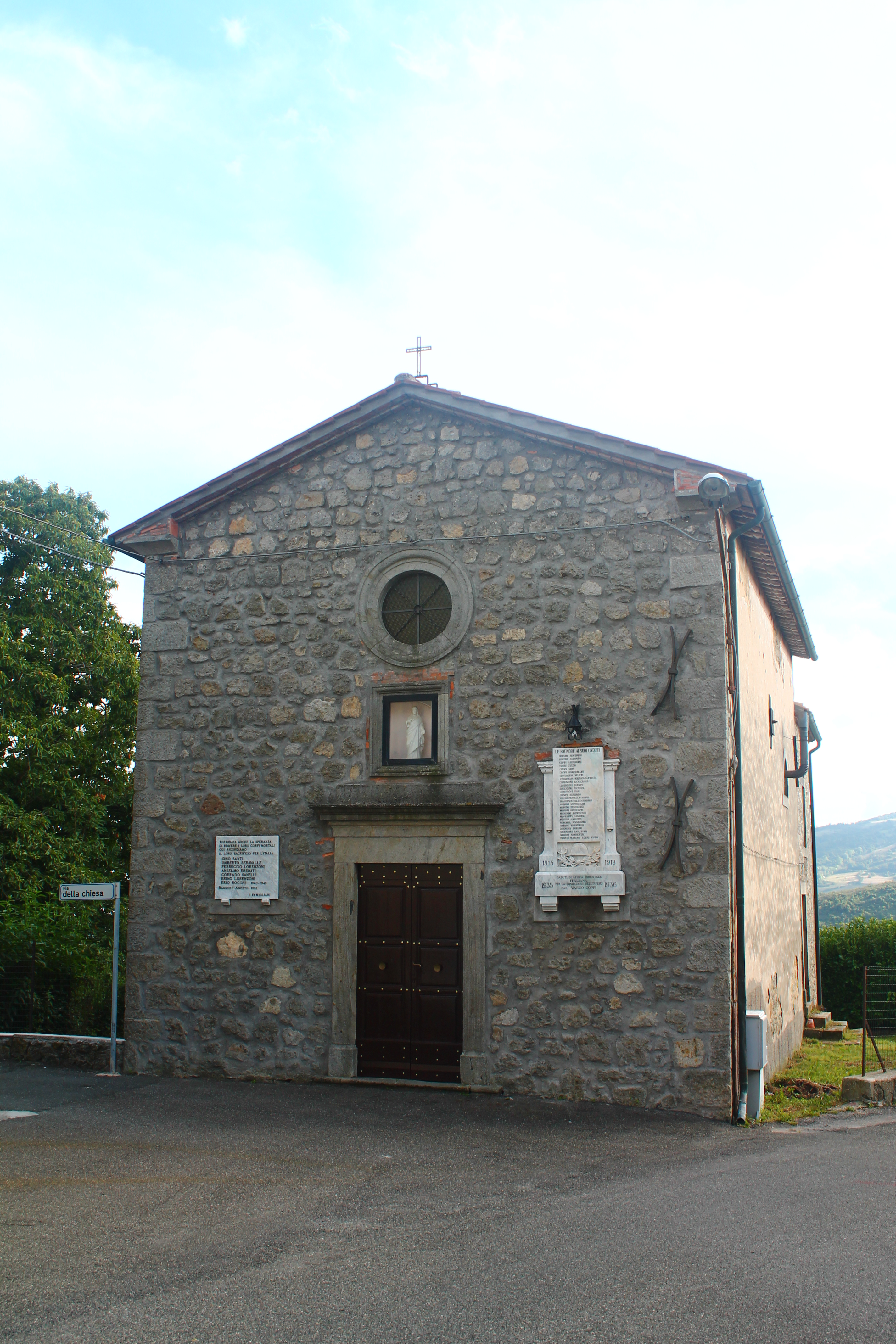
La vecchia chiesina delle Bagnore.

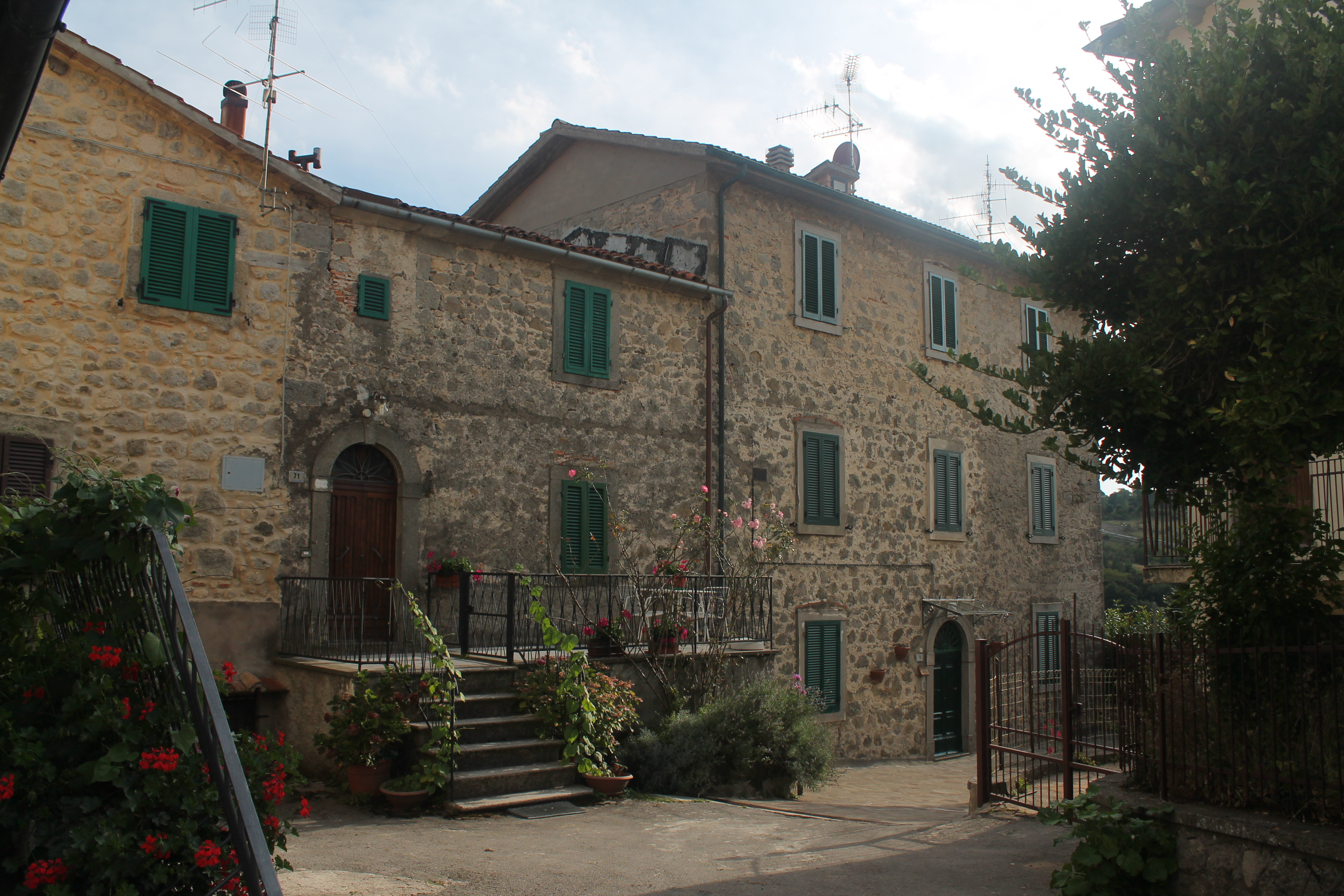
Una strada del centro storico delle Bagnore.

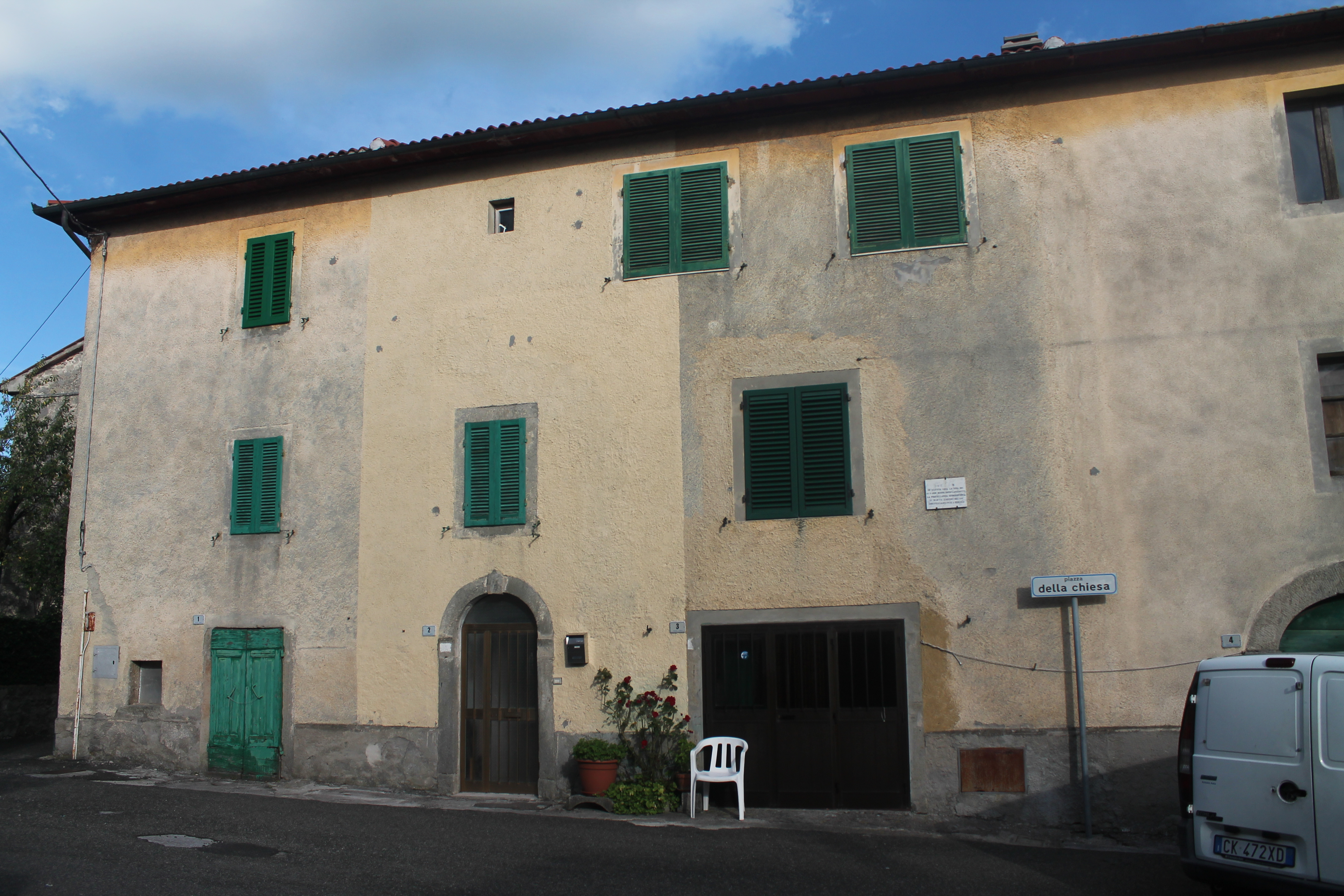
La casa dove morì Davide Lazzaretti.

Tra le architetture di maggior interesse possiamo ricordare le due chiese situate in paese: l'antica chiesetta del nucleo storico, nei pressi della quale il 18 agosto 1878 morì Davide Lazzaretti, il profeta dell'Amiata, ferito a morte dai carabinieri di Arcidosso, e la chiesa di Nostra Signora del Sacro Cuore, eretta in parrocchia nel 1956 e progettata dall'ingegner Ernesto Ganelli, la cui costruzione fu completata soltanto nel 1985. La chiesa parrocchiale delle Bagnore si presenta a croce latina, in uno stile neoromanico, con la facciata decorata da un rosone in pietra e un portico con gradinata.
Nella frazione si trova la Centrale ENEL Bagnore 3, situata in un contesto paesaggistico delicato, tra la riserva naturale del Monte Labbro, il poggio di Merigar West e la vetta del Monte Amiata, realizzata nel 1997 su progetto dell'architetto milanese Stefano Boeri. Rimodernizzata e ristrutturata successivamente, si presenta come un'imponente opera di architettura contemporanea che si staglia in armonia con il paesaggio circostante, diventando un landmark dell'intera zona.
Come stazione termale sono da ricordare le fonti di Acquaforte, caratterizzate da notevoli fenomeni spontanei di origine vulcanica, dai soffioni di vapore alle acque minerali, tanto che la cittadina delle Bagnore venne premiata all'esposizione universale di Parigi nel 1900. Le fonti ricevettero la visita di papa Paolo VI, come attesta una targa commemorativa nella chiesa del paese. Tali sorgenti sono venute a mancare dopo l'apertura delle centrali geotermiche e al momento quindi non sono più attive.

## Società

### Evoluzione demografica
Quella che segue è l'evoluzione demografica della frazione di Bagnore.
| Anno | Abitanti       | Abitanti |
| Anno | Centro abitato | Frazione |
| ---- | -------------- | -------- |
| 1931 | -              | 573      |
| 1961 | 551            | 599      |
| 1981 | 459            | 459      |
| 2001 | 420            | -        |
| 2011 | 395            | -        |